# Landtagswahl im Burgenland 1996
- SPÖ: 17
- ÖVP: 14
- FPÖ: 5

Die Landtagswahl im Burgenland wurde am 2. Juni 1996 durchgeführt und war die 18. Landtagswahl im Bundesland Burgenland. Die Freiheitliche Partei Österreichs (FPÖ) gewann ein Mandat von der ÖVP hinzu und konnte als Gewinner der Wahl ihren Stimmanteil um 4,8 % steigern konnte und fünf Mandate erreichte. Die Grünen Burgenland (GRÜNE) scheiterten bereits zum dritten Mal am Einzug in den Landtag, den auch das Liberale Forum (LIF) verpasste.  Ebenso scheiterte die FDP nach 1991 erneut am Einzug in den Landtag, wobei die Partei nur in den Wahlkreisen 1–3 kandidierte. Auch die Bürgerinitiative Burgenland (BIB), die mit Ausnahme des Wahlkreises Neusiedl am See in allen Wahlkreisen kandidierte, erreichte kein Landtagsmandat.
Der Landtag der XVII. Gesetzgebungsperiode konstituierte sich in der Folge am 27. Juni 1996 und wählte an diesem Tag die Landesregierung Stix II unter dem bisherigen Landeshauptmann Karl Stix, die damit der Landesregierung Stix I nachfolgte.

## Ergebnisse

### Gesamtergebnis
|                                              | Ergebnisse 1996 | Ergebnisse 1996 | Ergebnisse 1996 | Ergebnisse 1991  | Ergebnisse 1991  | Ergebnisse 1991  | Differenzen | Differenzen | Differenzen |  |
| -------------------------------------------- | --------------- | --------------- | --------------- | ---------------- | ---------------- | ---------------- | ----------- | ----------- | ----------- |  |
| Wahlberechtigte                              | 219.950         | 219.950         | 219.950         | 208.051          | 208.051          | 208.051          | + 11.899    | + 11.899    | + 11.899    |  |
| Wahlbeteiligung                              | 81,52 %         | 81,52 %         | 81,52 %         | 85,46 %          | 85,46 %          | 85,46 %          | - 3,94 %    | - 3,94 %    | - 3,94 %    |  |
|                                              | Stimmen         | %               | Mand.           | Stimmen          | %                | Mand.            | Stimmen     | %           | Mand.       |  |
| Abgegebene Stimmen                           | 179.303         |                 |                 | 177.800          |                  |                  | + 1.503     |             |             |  |
| Ungültig                                     | 4.603           | 2,57 %          |                 | 5.469            | 3,08 %           |                  | - 866       | - 0,51 %    |             |  |
| Gültig                                       | 174.700         | 97,43 %         |                 | 172.331          | 96,92 %          |                  | + 2.369     | + 0,51 %    |             |  |
| Partei                                       |                 |                 |                 |                  |                  |                  |             |             |             |  |
| Sozialdemokratische Partei Österreichs (SPÖ) | 77.656          | 44,45 %         | 17              | 82.955           | 48,14 %          | 17               | - 5.299     | - 3,69 %    | ± 0         |  |
| Österreichische Volkspartei (ÖVP)            | 62.991          | 36,06 %         | 14              | 65.814           | 38,19 %          | 15               | - 2.823     | - 2,13 %    | - 1         |  |
| Freiheitliche Partei Österreichs (FPÖ)       | 25.426          | 14,55 %         | 5               | 16.793           | 9,74 %           | 4                | + 8.633     | + 4,81 %    | + 1         |  |
| Die Grünen Burgenland (GRÜNE)                | 4.352           | 2,49 %          | 0               | 5.769            | 3,35 %           | 0                | - 1.417     | - 0,86 %    | ± 0         |  |
| Liberales Forum (LIF)                        | 2.436           | 1,39 %          | 0               | nicht kandidiert | nicht kandidiert | nicht kandidiert | + 2.436     | + 1,39 %    | ± 0         |  |
| FDP Österreich (FDP)                         | 241             | 0,14 %          | 0               | 1.000            | 0,58 %           | 0                | - 759       | - 0,44 %    | ± 0         |  |
| Bürgerinitiative Burgenland (BIB)            | 1.598           | 0,91 %          | 0               | nicht kandidiert | nicht kandidiert | nicht kandidiert | + 1.598     | + 0,91 %    | ± 0         |  |
| Gesamt                                       | 174.700         | 100,00 %        | 36              | 172.331          | 100,00 %         | 36               | + 2.369     |             |             |  |

### Ergebnis nach Wahlkreisen
| Wahlkreis                  | Gesamt  | Gesamt          | Gesamt        | SPÖ    | SPÖ     | SPÖ  | ÖVP    | ÖVP     | ÖVP  | FPÖ    | FPÖ     | FPÖ | Sonstige | Sonstige | Sonstige |
| Wahlkreis                  | Stimmen | Direkt- mandate | Rest- mandate | Stim.  | %       | Md.  | Stim.  | %       | Md.  | Stim.  | %       | Md. | Stim.    | %        | Md.      |
| Neusiedl am See            | 31.262  | 6               | 1             | 14.261 | 45,62 % | 3    | 10.902 | 34,87 % | 2    | 4.740  | 15,16 % | 1   | 1.359    | 4,35 %   | 0        |
| Eisenstadt                 | 31.313  | 6               | 0             | 13.942 | 44,52 % | 3    | 10.700 | 34,17 % | 2    | 4.709  | 15,04 % | 1   | 1.926    | 6,27 %   | 0        |
| Mattersburg                | 22.310  | 3               | 2             | 10.950 | 49,08 % | 2    | 6.898  | 30,92 % | 1    | 3.257  | 14,60 % | 0   | 1.205    | 5,40 %   | 0        |
| Oberpullendorf             | 26.701  | 4               | 1             | 12.015 | 45,00 % | 2    | 10.109 | 37,86 % | 2    | 3.367  | 12,61 % | 0   | 1.210    | 4,53 %   | 0        |
| Oberwart                   | 33.813  | 6               | 1             | 15.260 | 45,13 % | 3    | 11.567 | 34,21 % | 2    | 5.193  | 15,36 % | 1   | 1.793    | 5,30 %   | 0        |
| Güssing                    | 18.249  | 2               | 2             | 6.964  | 38,16 % | 1    | 8.388  | 45,96 % | 1    | 2.290  | 12,55 % | 0   | 607      | 3,33 %   | 0        |
| Jennersdorf                | 11.052  | 0               | 2             | 4.264  | 38,58 % | 0    | 4.427  | 40,06 % | 0    | 1.870  | 16,92 % | 0   | 491      | 4,44 %   | 0        |
| Gesamtergebnis Restmandate | 174.700 | 27              | 9             | 77.656 | 52,18 % | 14 3 | 62.991 | 36,38 % | 10 4 | 25.426 | 5,75 %  | 3 2 | 8.627    | 4,94 %   | 0        |